# 미국주의 (이단)
미국주의(Americanism)는 약 1900년 즈음에 일어났던 일부 미국인 가톨릭교도 사이의 정치적, 종교적인 경향에 붙여진 명칭으로, 로마 가톨릭 교회에서 이단으로 간주하였다. 1890년대에, 유럽내의 '대륙의 보수파' 성직자들에서 현대주의 또는 전통적 자유주의의 징표가 나타났는데, 이는 1864년에 이미 교황이 '오류의 책'에서 비난한 바 있는 것으로, 1899년 교황 레오 13세가 제임스 기븐스 추기경에게 쓰고 출판된 편지에서 정죄했다.